# Heraganahalli, Krishnarajpet
Heraganahalli là một làng thuộc tehsil Krishnarajpet, huyện Mandya, bang Karnataka, Ấn Độ.